# Glyphocrangon spinicauda
Glyphocrangon spinicauda är en kräftdjursart som beskrevs av Alphonse Milne-Edwards 1881. Glyphocrangon spinicauda ingår i släktet Glyphocrangon och familjen Glyphocrangonidae. Inga underarter finns listade i Catalogue of Life.